# Caryophyllia octopali
Caryophyllia octopali is een rifkoralensoort uit de familie Caryophylliidae. De wetenschappelijke naam van de soort is voor het eerst geldig gepubliceerd in 1907 door Thomas Wayland Vaughan.